# Gesetz über die Umweltverträglichkeitsprüfung
Das Gesetz über die Umweltverträglichkeitsprüfung (UVPG) ist ein Gesetz in der Bundesrepublik Deutschland. Es regelt die Prüfung der Umweltverträglichkeit bei  Vorhaben, die aufgrund ihrer Art, ihrer Größe oder ihres Standortes erhebliche Auswirkungen auf die Umwelt haben können.
Zweck dieses Gesetzes ist es sicherzustellen, dass bei bestimmten öffentlichen und privaten Vorhaben sowie bei bestimmten Plänen und Programmen zur wirksamen Umweltvorsorge nach einheitlichen Grundsätzen,
- die Auswirkungen auf die Umwelt im Rahmen von Umweltprüfungen (Umweltverträglichkeitsprüfung und Strategische Umweltprüfung) frühzeitig und umfassend ermittelt, beschrieben und bewertet werden,
- die Ergebnisse der durchgeführten Umweltprüfungen bei allen behördlichen Entscheidungen über die Zulässigkeit von Vorhaben und bei der Aufstellung oder Änderung von Plänen und Programmen so früh wie möglich berücksichtigt werden.

Das Gesetz dient in erster Linie der Umsetzung der europarechtlichen Richtlinie über die Umweltverträglichkeitsprüfung bei bestimmten öffentlichen und privaten Projekten in deutsches Recht:
- Richtlinie 85/337/EWG des Rates vom 27. Juni 1985 über die Umweltverträglichkeitsprüfung bei bestimmten öffentlichen und privaten Projekten (nicht mehr in Kraft)
- Richtlinie 2001/42/EG des Europäischen Parlaments und des Rates vom 27. Juni 2001 über die Prüfung der Umweltauswirkungen bestimmter Pläne und Programme
- Richtlinie 2011/92/EU in der konsolidierten Fassung vom 15. Mai 2014 des Europäischen Parlaments und des Rates vom 13. Dezember 2011 über die Umweltverträglichkeitsprüfung bei bestimmten öffentlichen und privaten Projekten (Kodifizierter Text)